# Higham-with-West Close Booth
Higham-with-West Close Booth – civil parish w Anglii, w Lancashire, w dystrykcie Pendle. W 2011 liczyła 778 mieszkańców.